# The Bride Walks Out
The Bride Walks Out (Brasil: Casar É Melhor / Portugal: Uma Noiva em Férias) é um filme estadunidense de 1936, do gênero comédia, dirigido por Leigh Jason e estrelado por Barbara Stanwick e Gene Raymond. Primeiro trabalho do produtor Edward Small para a RKO, o filme foi um sucesso de público. O enredo de rotina é compensado por diálogos de qualidade e um elenco afiado, onde se destacam Robert Young, Helen Broderick e Ned Sparks.

## Sinopse
Carolyn e Michael acabaram de casar-se. Ela gosta do bom e do melhor, mas o marido ganha pouco e a trata com rédeas curtas. Ela, então, arranja um emprego, mas não conta para ele, porque ele é contra. Um dia, Carolyn conhece o ricaço Hugh e fica tentada a trair Michael. Quem vencerá, o amor ou a luxúria?

## Elenco
- Barbara Stanwyck como Carolyn Martin
- Gene Raymond como Michael Martin
- Robert Young como Hugh McKenzie
- Ned Sparks como Paul Dodson
- Helen Broderick como Mattie Dodson
- Willie Best como Smokie
- Robert Warwick como Mr. McKenzie
- Billy Gilbert como Mr. Donovan
- Wade Boteler como Engenheiro de Campo
- Hattie McDaniel como Empregada de Carolyn
- atores não creditados incluem Irving Bacon, Ward Bond, Lloyd Ingraham, Selmer Jackson e Charles Lane